# Oologie

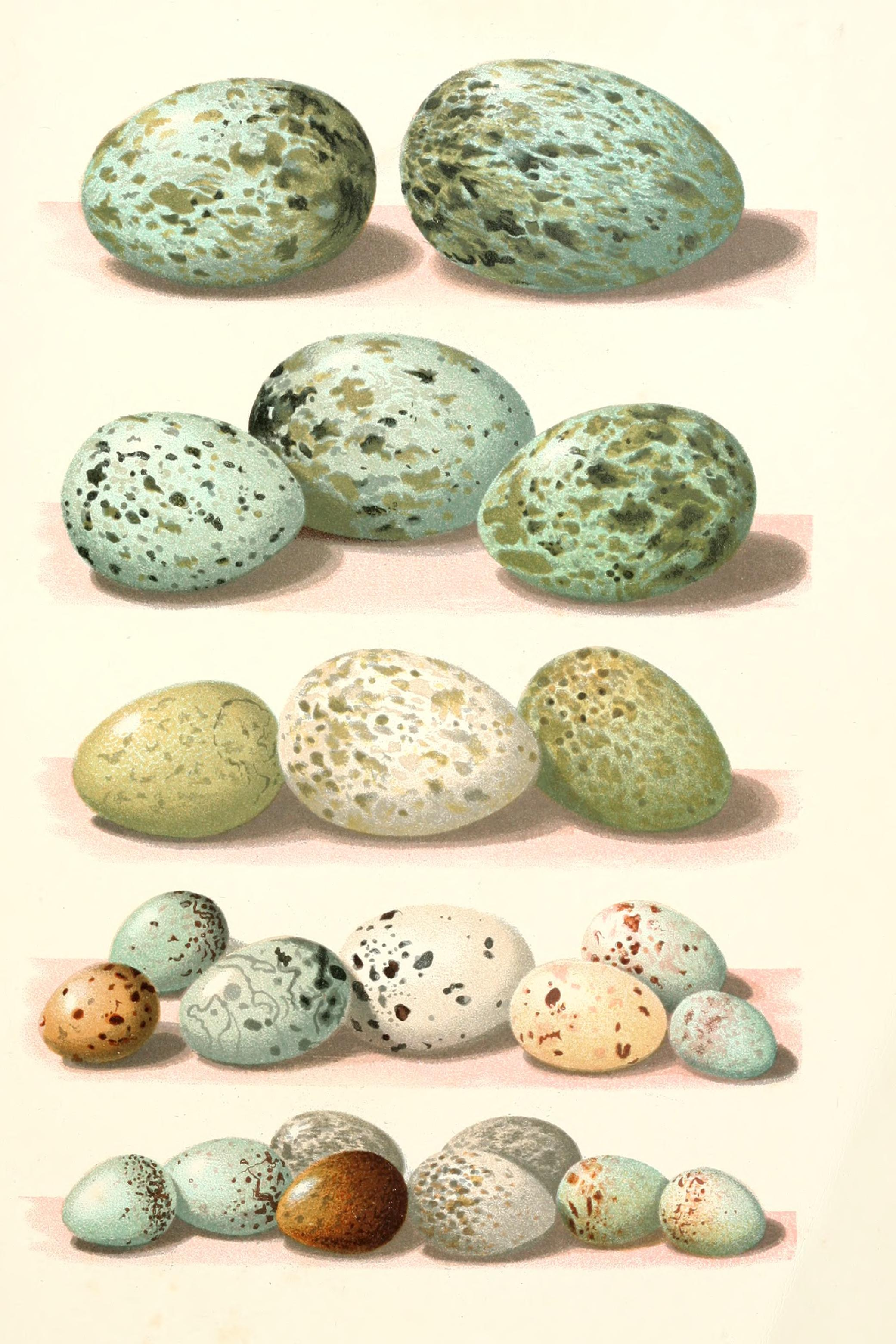
Bebilderung im Buch The nests and eggs of British birds – when and where to find them – being a handbook to the oology of the British Islands aus dem Jahr 1894

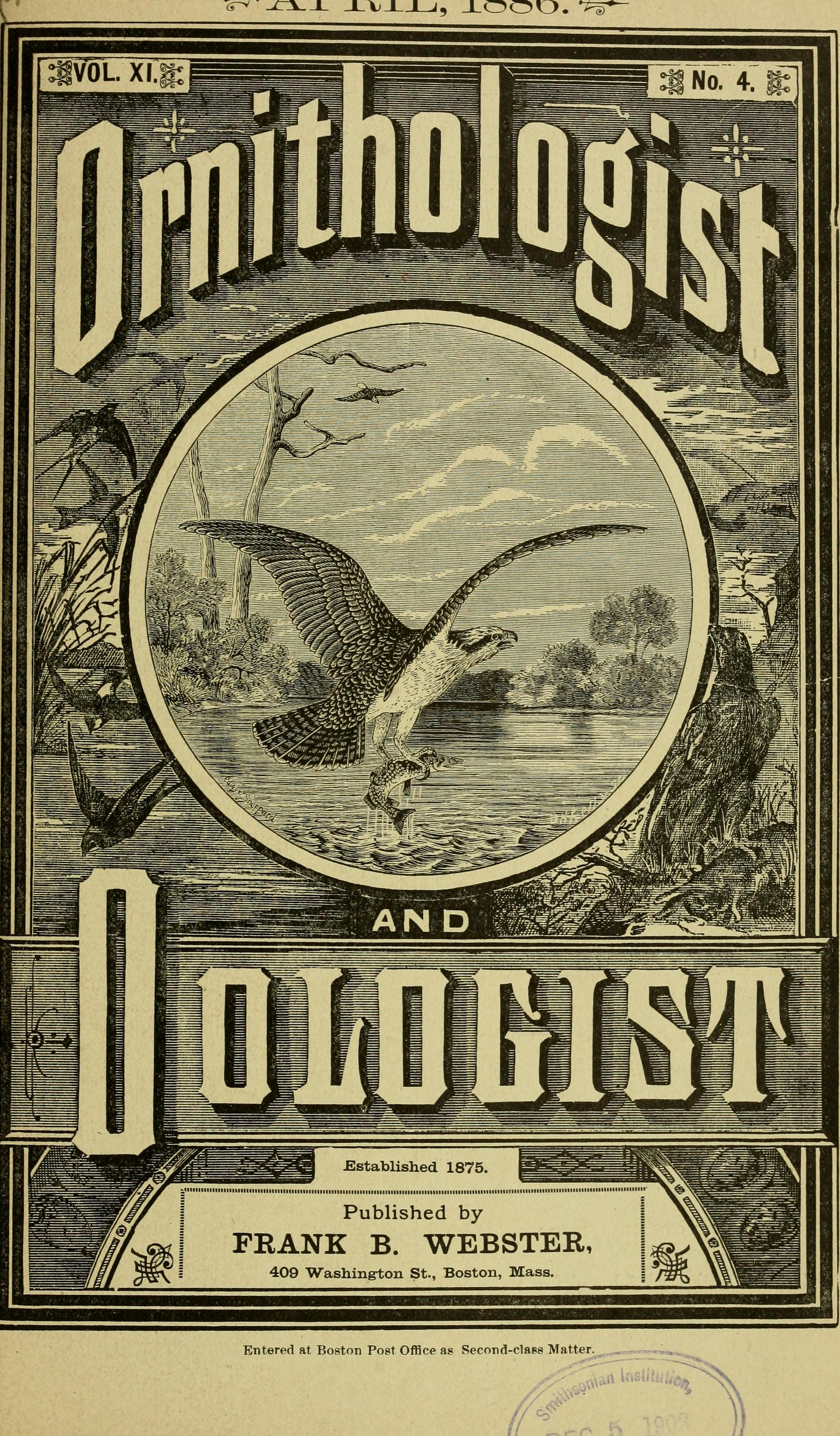
Cover der Zeitschrift Ornithologist and Oologist 1886

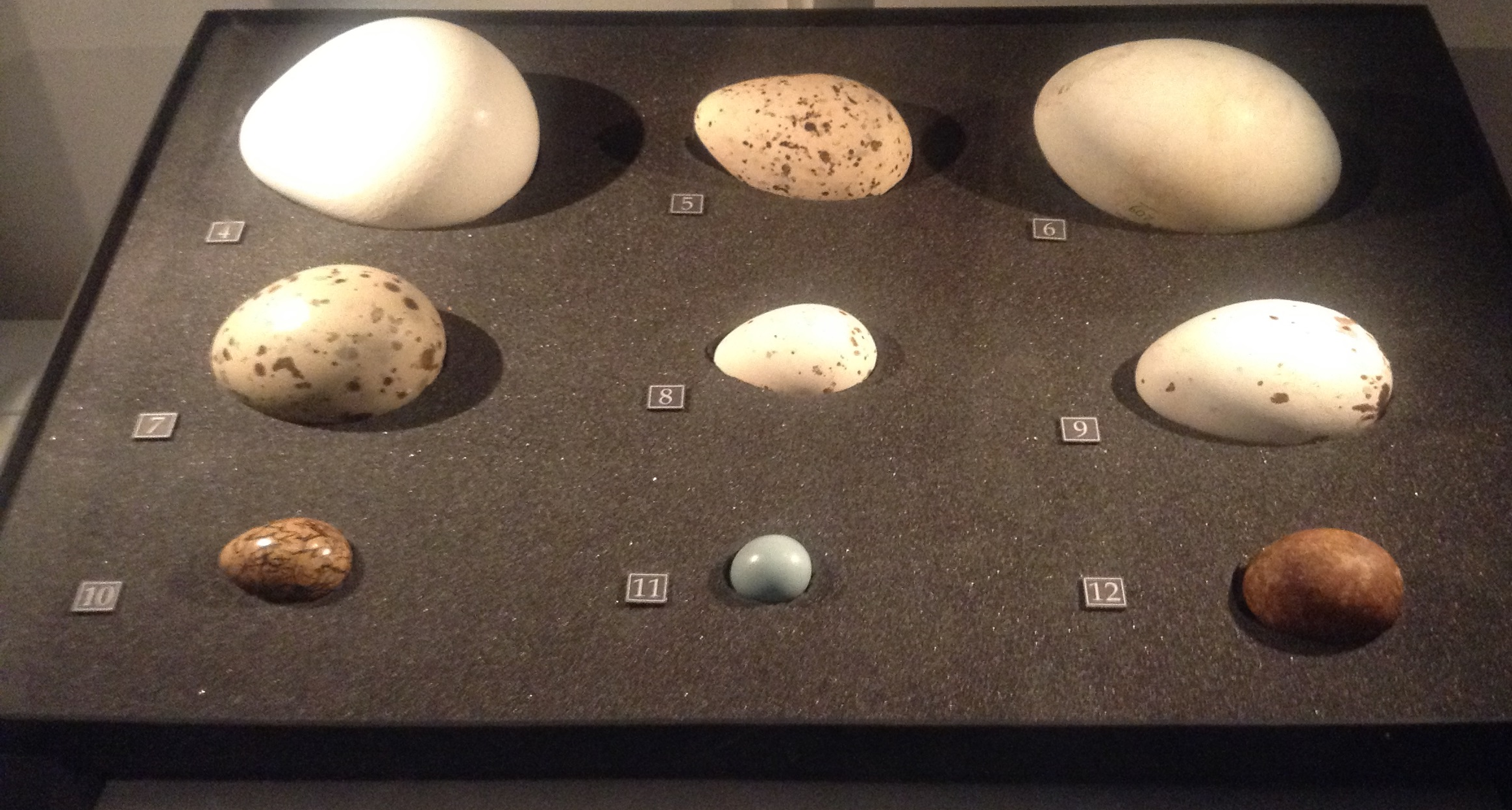
Eiersammlung im Beaty Biodiversity Museum

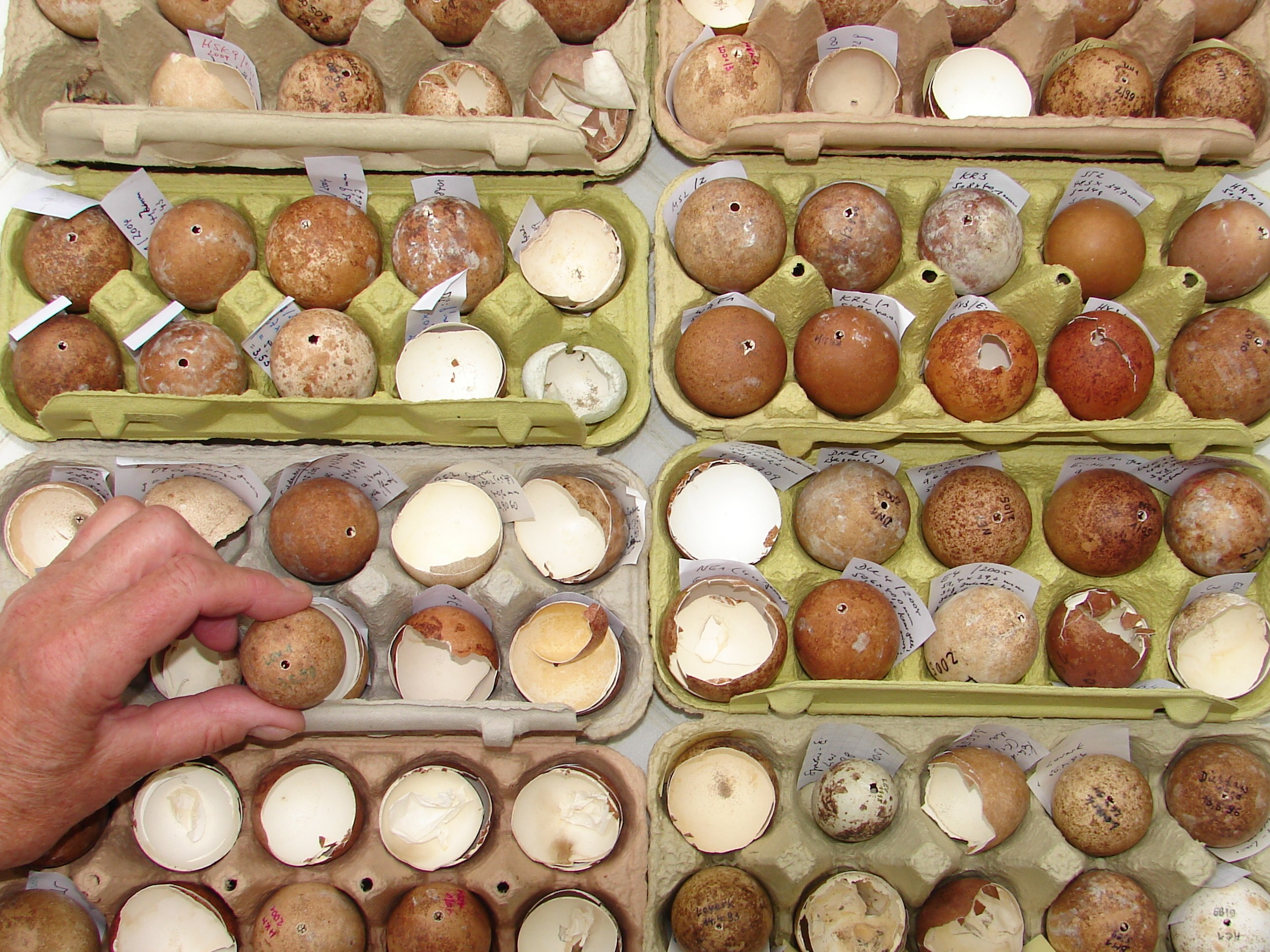
Teil der Eier-Sammlung der Arbeitsgemeinschaft Wanderfalkenschutz NRW (AGW-NRW). Eiinhalte wurden für Pestizid-Untersuchungen abgefüllt und dann untersucht

Die Oologie ist die Vogeleierkunde und ein Teilgebiet der Ornithologie. In Abgrenzung von der Embryologie beschäftigt sie sich mit der Außenhülle der Eier und nicht mit deren Inhalt. Ein weiteres Nachbargebiet ist die Nesterkunde (Kaliologie).

## Weitere wichtige Forschungssammlungen
Die Oologie beschäftigt sich hauptsächlich mit der Beschreibung und Bestimmung von Eiern anhand von Größe, Gewicht, Gestalt und Form. Oologische Sammlungen nennt man auch Ootheken. Ornithologen hatten früher häufig große Eiersammlungen mit Gelegen auch seltener Arten.
Beim Sammeln von Eiern wird in der Regel das gesamte Gelege entnommen. Da die Eier verfaulen, wenn der Inhalt im Inneren verbleibt, müssen sie „ausgeblasen“ werden, um den Inhalt zu entfernen. Obwohl die Sammler Eier in allen Stadien der Bebrütung entnehmen, lassen sich frisch gelegte Eier viel leichter ausblasen, in der Regel durch ein kleines, unauffälliges Loch, das mit einem speziellen Bohrer in die Seite der Eierschale gebohrt wird.

## Geschichte
In den 1800er Jahren wurde die Vogelkunde immer beliebter. Die Beobachtung von Vögeln aus der Ferne war schwierig, da hochwertige Ferngläser nicht ohne weiteres verfügbar waren, daher war es oft praktischer, Bälge abgeschossener Vögel oder ihre Eier zu sammeln. Es wurde ab Mitte des 20. Jahrhunderts zunehmend als Hobby und nicht mehr als wissenschaftliche Disziplin betrachtet. Häufig gingen die Sammler bis zum Äußersten, um Eier von seltenen Vögeln zu erhalten. Dabei wurden Verbote umgangen und auch große Risiken in Kauf genommen.

## Bedeutende Sammlungen in Deutschland
Eine der drei artenreichsten und bedeutendsten Vogeleiersammlungen der Welt wurde 1880 bis 1950 von Max Schönwetter (1874–1961) zusammengetragen und wird in Halle (Saale) verwahrt. Die Schönwetter-Sammlung besteht aus über 19.200 Eiern von 3.839 teils ausgestorbenen Arten und ist seit 15. November 2011 in das Verzeichnis national wertvollen Kulturgutes aufgenommen.
Wolfgang Makatsch (1906–1983) sammelte über 32.000 Eier von 1.200 Vogelarten. Sie gilt als eine der wissenschaftlich wertvollsten in Europa. Seine Sammlung gehört heute zu den umfangreichsten in Deutschland und befindet sich im Museum für Tierkunde Dresden. Er schrieb mehrere Bücher über Vogeleier.

## Weitere wichtige Forschungssammlungen
- Natural History Museum (610.000 Eier), London, Großbritannien
- Delaware Museum of Nature & Science (520.000 Eier), Wilmington, USA
- H. L. White Collection im National Museum of Victoria (4.200 Gelege mit 13.000 Eiern), Melbourne, Australien
- National Museum of Natural History (190.000 Eier), Washington DC, USA
- Museum von Toulouse (150.000 Eier), Toulouse, Frankreich
- San Bernardino County Museum (41.000 Gelege mit 135.000 Eiern)[4], Redlands, USA
- Western Foundation of Vertebrate Zoology (190.000 Gelege mit >800.000 Eiern), Camarillo, USA
- Santa Barbara Museum of Natural History (ehemals Museum of Comparative Oology) (11.000 Eiersets von 1.300 Arten), Santa Barbara, USA

## Illegale Eiersammler
Heute ist das Sammeln von Eiern verboten. Es gibt aber noch immer Sammler, welche sich Eier auch seltener Arten illegal beschaffen. Es werden jährlich weniger als ein halbes Dutzend Fälle von Eier-Diebstählen auf der ganzen Welt bekannt. Einige der betroffenen Arten sind extrem selten, und selbst kleine Mengen von Eiern, die illegal aus der Natur entnommen wurden, können erhebliche Auswirkungen auf bedrohte Populationen haben.
Jeffrey Lendrum, von der britischen Presse „Pablo Escobar of eggs“ genannt, wurde 2018 am Londoner Flughafen Heathrow von Zollbeamten beim Schmuggel von 19 Greifvogeleiern im geschätzten Wert von 118.000 Euro festgenommen. Ein britisches Gericht verurteilte Lendrum, der aus Rhodesien stammt und früher Mitglied der Spezialtruppen der rhodesischen Armee war, im Januar 2019 zu mehr als drei Jahren Gefängnis. Er wurde bereits fünfmal auf drei verschiedenen Kontinenten verhaftet. Im Januar 2020 wurde bei einem weiteren Gerichtstermin über ein Auslieferungsersuchen Brasiliens verhandelt, da er 2016 trotz Zahlung einer Kaution aus Brasilien floh. Dort war er zu viereinhalb Jahren Haft verurteilt worden, da er Wanderfalken aus dem Land zu schmuggeln versuchte. Erstmals verurteilt wurde er, der 2020 58-Jahre alt war, im Alter von 22 Jahren. Die Financial Times nannte Lendrum „den größten Greifvogeldieb der Welt“. Joshua Hammer schrieb über Lendrum das Buch The Falcon Thief (übersetzt: Der Falken-Dieb), in dem es um den Raub von Falkeneiern in Nord-Quebec geht.